# Meadow Vale
Meadow Vale è un comune degli Stati Uniti d'America, situato nello Stato del Kentucky, nella contea di Jefferson.